# ناثان كوربيت
ناثان كوربيت (بالإنجليزية: Nathan Corbett)‏ هو ملاكم تايلندي أسترالي ونيوزيلندي، ولد في 23 أكتوبر 1979 في هاميلتون في نيوزيلندا.

## وصلات خارجية
- الموقع الرسمي